# Ерсикский детинец
Ерсикский детинец — древнерусская (или латгальская) крепость. Существовала с X по XIV век и являлась историческим центром Ерсики и резиденцией герсикских князей (до 1239 года).

## Городище
Городище возвышается на 18 м над Западной Двиной в 2 км к северу от современного населённого пункта Ерсика. Оно занимает площадь примерно 75 × 100 м и обнесено по периметру валом, на котором стояла деревянно-земляная стена. За валом прослеживаются остатки рва. С северо-западной и юго-восточной сторон Ерсикский детинец был защищён ручьями. Археологические раскопки выявили следы срубных жилищ с печами-каменками и хозяйственных построек, а также многочисленные отдельные находки, в том числе православные крестики. Генрих Ливонский упоминал в своей хронике православные церкви с изображениями святых и колоколами. К детинцу примыкал укреплённый окольный город.
Город находился на перекрёстке торговых путей между Ригой, Полоцком и Псковом.

## История
Самые древние находки поселений на холме датируются I веком до нашей эры. В X веке на нём был построена крепость, о чём свидетельствуют соответствующие артефакты. В 1209 году в правление князя Всеволода (в немецких хрониках Vissewald), являвшегося данником Полоцкого княжества, рижский епископ Альберт внезапно напал на Герсику (Ерсику) и сжёг её. В дальнейшем крестоносцы на условиях вассалитета вернули Герсику Всеволоду, после чего укрепления были восстановлены. Герсика ещё не раз подвергалась нападениям тевтонских рыцарей, подозревавших Всеволода в измене. Окончательно она была присоединена к их владениям после смерти Всеволода в 1239 году. Согласно археологическим находкам, укрепления использовались до XIV века.
В 1939 году здесь были проведены масштабные археологические раскопки под руководством Франциса Балодиса.

## Галерея

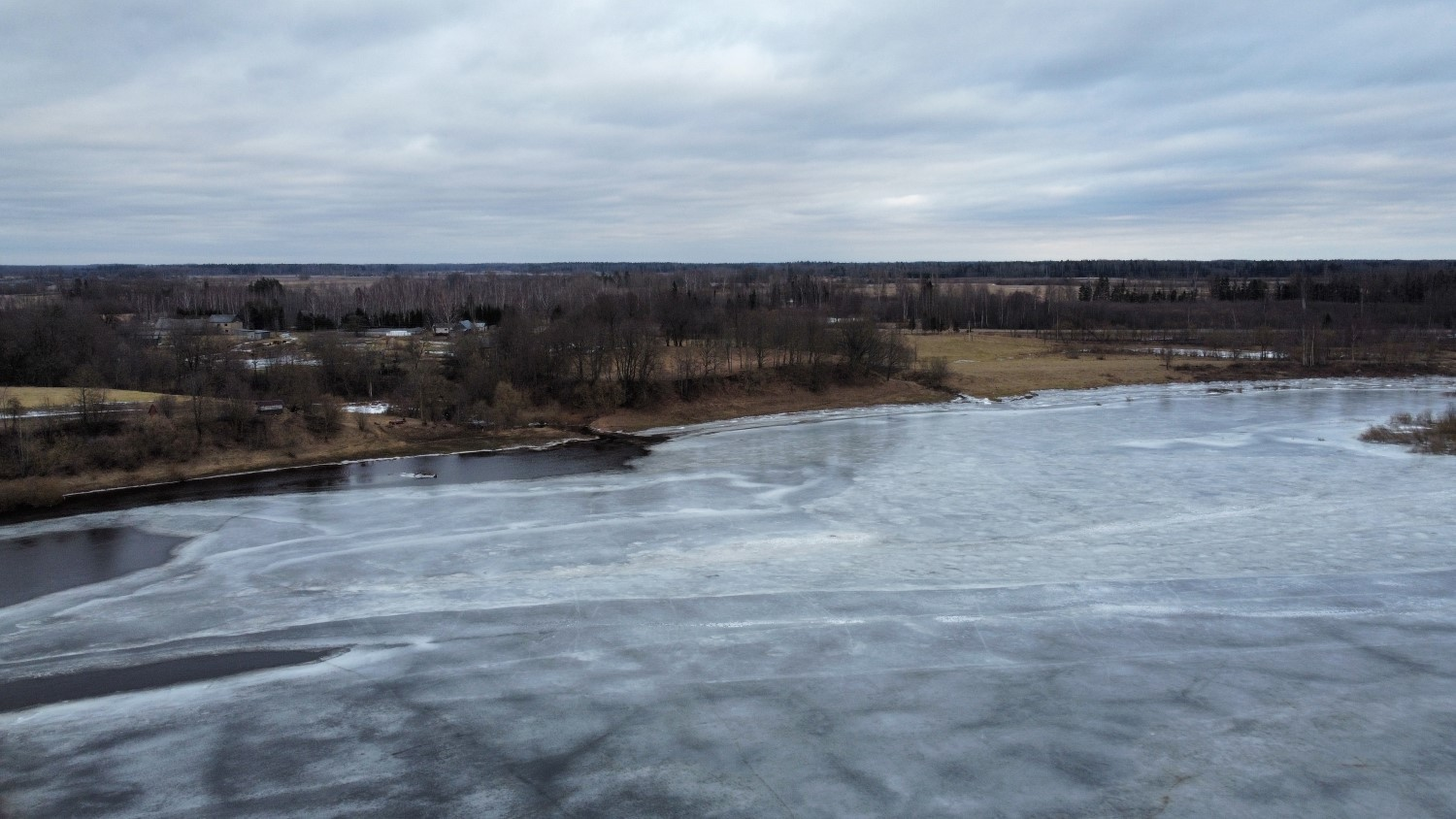
Вид с реки
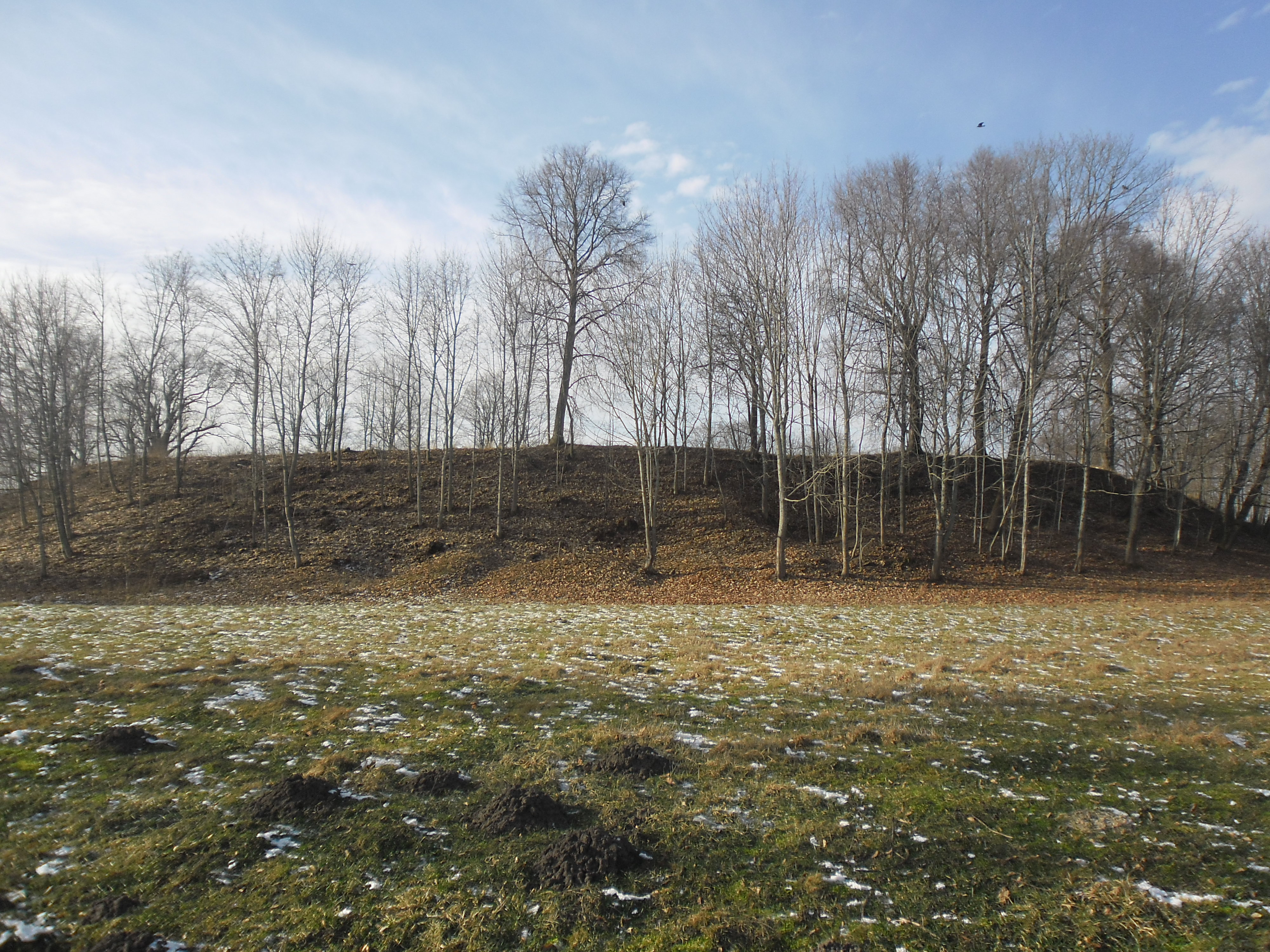
Вид с напольной стороны
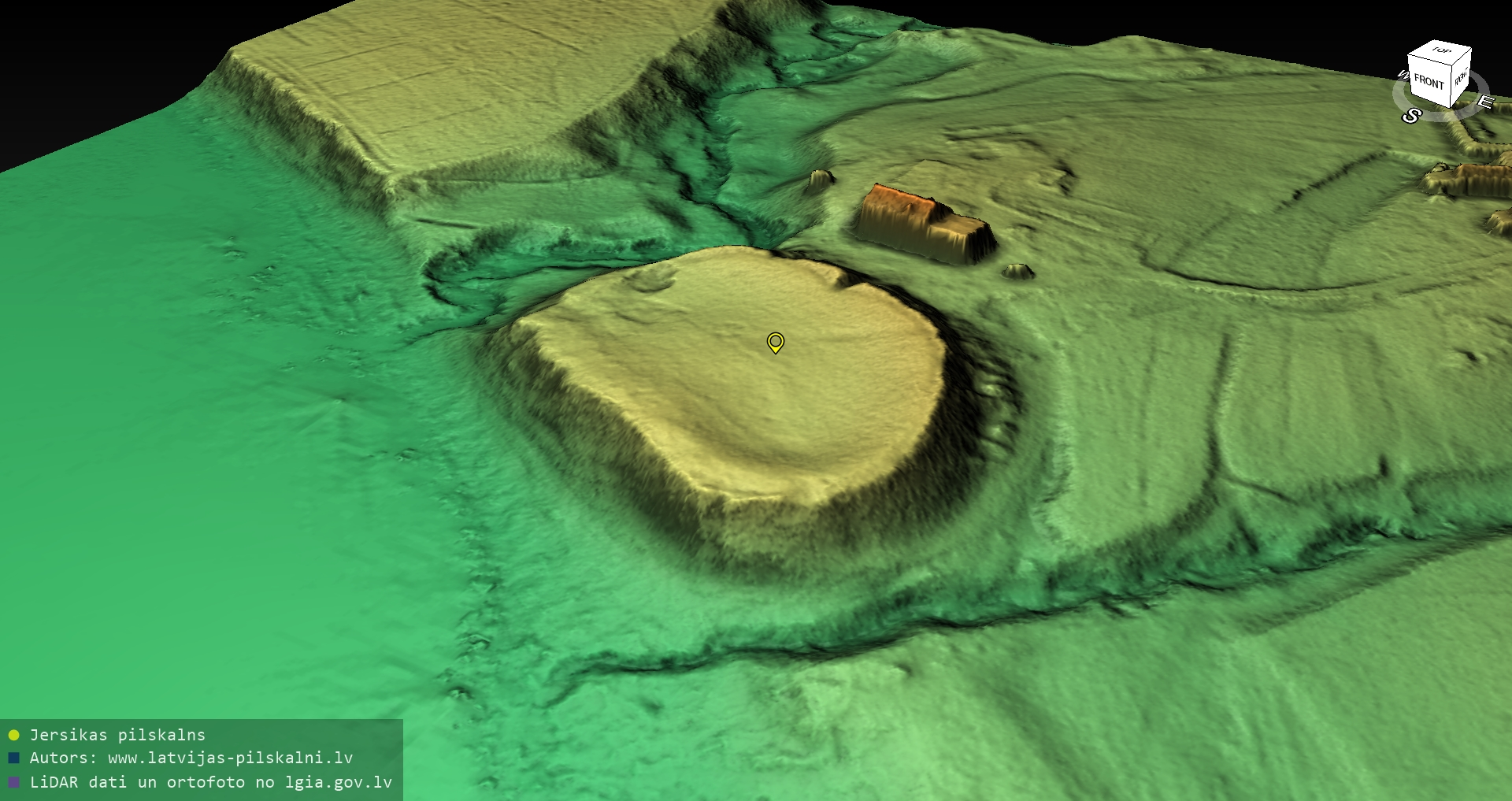
3D-модель местности
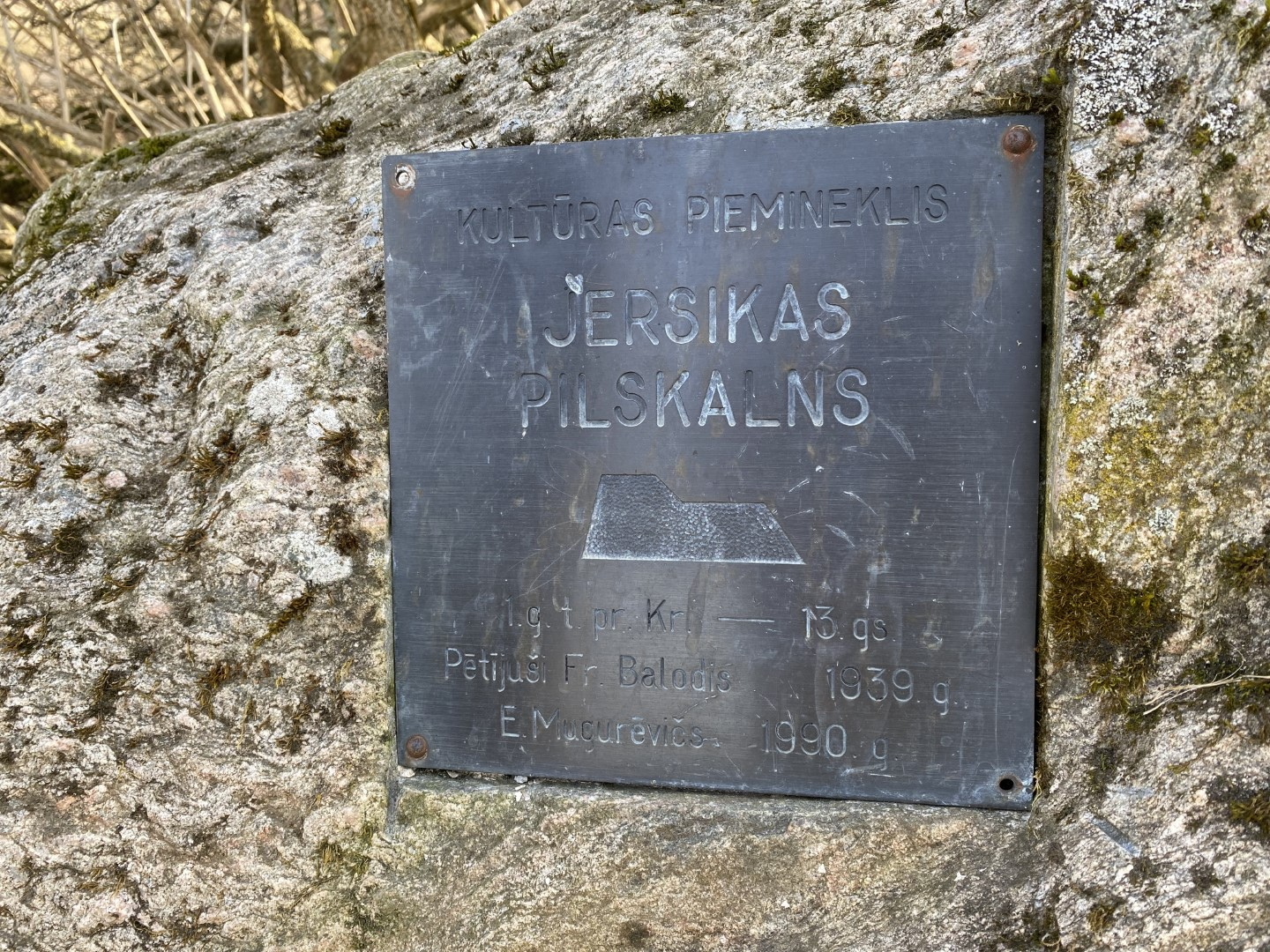
Памятная доска с надписью «Памятник культуры „Ерсикское городище“»